# Jaime Correa
Jaime Correa (Durango, 6 agosto 1979) è un ex calciatore messicano, di ruolo centrocampista.

## Carriera

### Club
Ha giocato nella prima divisione messicana.

### Nazionale
Ha partecipato alla Copa América 2007.

## Palmarès

### Club

#### Competizioni nazionali
- Campionato messicano: 4

Pachuca: Invierno 2001, Apertura 2003, Clausura 2006, Clausura 2007

#### Competizioni internazionali
- CONCACAF Champions League: 4

Pachuca: 2002, 2007, 2008, 2009-2010
- Coppa Sudamericana: 1

Pachuca: 2006
- SuperLiga nordamericana: 1

Pachuca: 2007